# Daggoo Peak
Daggoo Peak är en bergstopp i Antarktis. Den ligger i Västantarktis. Argentina, Chile och Storbritannien gör anspråk på området. Toppen på Daggoo Peak är 1 000 meter över havet, eller 536 meter över den omgivande terrängen. Bredden vid basen är 3,6 km.
Terrängen runt Daggoo Peak är huvudsakligen kuperad, men åt sydost är den platt. Trakten är obefolkad. Det finns inga samhällen i närheten. 